# Лестрем
Лестрем (фр. Lestrem) — коммуна во Франции, регион О-де-Франс, департамент Па-де-Кале, округ Бетюн, кантон Лиллер. Расположена в 13 км к северу от Бетюна и в 32 км к западу от Лилля, в 17 км от автомагистралей А25 и N41, на обоих берегах реки Лав.
Население (2018) — 4 610 человек.

## Достопримечательности
- Церковь Святого Эме XVI века, восстановленная, как и весь город, после Первой мировой войны

## Экономика
Структура занятости населения:
- сельское хозяйство — 1,0 %
- промышленность — 73,5 %
- строительство — 1,8 %
- торговля, транспорт и сфера услуг — 16,6 %
- государственные и муниципальные службы — 7,2 %

Уровень безработицы (2017) — 8,9 % (Франция в целом — 13,4 %, департамент Па-де-Кале — 17,2 %). 

Среднегодовой доход на 1 человека, евро (2017) — 23 840 (Франция в целом — 21 110, департамент Па-де-Кале — 18 610).
В Лестреме расположена штаб-квартира компании Roquette Frères, производителя крахмала и пищевых добавок.

## Демография
Динамика численности населения, чел.

## Администрация
Пост мэра Лестрема с 2010 года занимает Жак Юрлю (Jacques Hurlus). На муниципальных выборах 2020 года возглавляемый им центристский список был единственным.
| Период | Период | Фамилия       | Партия        | Примечания                          |
| ------ | ------ | ------------- | ------------- | ----------------------------------- |
| 1989   | 2010   | Марк Деланнуа | Разные правые | директор школы                      |
| 2010   |        | Жак Юрлю      | Разные правые | работник компании Arc International |